# Георг Иоганн I фон Пфальц-Фельденц
Георг Иоганн I (Георг Ханс I; 11 апреля 1543 — 18 апреля 1592) — граф Пфальц-Фельденца в 1544—1592 годах.

## Жизнь
Джордж Иоганн родился в 1543 году и был единственным сыном и наследником Рупрехта, графа Фельденца. По Марбургскому договору в 1443 году его отец получил Фельденц по линии Пфальц-Цвейбрюккен. В следующем году его отец умер, и ему наследовал годовалый Георг Иоганн. В 1563 году он женился на Анне Шведской, дочери короля Швеции Густава I, положив начало длительной политической связи между курпфальцем и Швецией. В 1553 году после войны за Гейдельбергское наследство, которая регулировала взаимное наследование всех линий дома Виттельсбахов, Георг Иоганн получил графство Лютцельштейн. Он попытался расширить свои эльзасские территории, и в 1570 году он построил город Фальсбур, заселив его протестантскими беженцами из Лотарингии. Проект был настолько грандиозным и дорогим, что в 1583 году он был вынужден продать город и половину округа Лютцельштейн Лотарингии.
Георг Иоганн умер в Люцельштейне в 1592 году и был похоронен в городской церкви.

## Брак и дети
20 декабря 1562 года Георг Иоганн I женился на принцессе Анне Марии Шведской, дочери короля Швеции Густава I Ваза. У супругов было одиннадцать детей:
1. Георг Густав фон Пфальц-Фельденц (6 февраля 1564 — 3 июня 1634)
2. Анна Маргарита фон Пфальц-Фельденц (28 апреля 1565 — 2 октября 1566), умерла в детстве
3. Иоганн Руперт фон Пфальц-Фельденц (9 сентября 1566 — 1 октября 1567), умер в детстве
4. Анна Маргарита фон Пфальц-Фельденц (17 января 1571 — 1 ноября 1621), замужем за пфальцграфом Рихардом Зиммерн-Спонхеймским
5. Урсула фон Пфальц-Фельденц (24 февраля 1572 — 5 марта 1635), замужем за Людвигом III Вюртембергским
6. Иоганна Елизавета фон Пфальц-Фельденц (2 октября 1573 — 28 июля 1601)
7. Иоганн Август фон Пфальц-Лютцельштейн (26 ноября 1575 — 18 сентября 1611)
8. Людвиг Филипп фон Пфальц-Гуттенберг (24 ноября 1577 — 24 октября 1601)
9. Мария Анна фон Пфальц-Фельденц (9 июня 1579 — 10 октября 1579), умерла в младенчестве
10. Екатерина Урсула фон Пфальц-Фельденц (3 августа 1582 — 22 января 1595), умерла в детстве
11. Георг Иоганн II фон Пфальц-Лютцельштейн-Гуттенберг (24 июня 1586 — 29 сентября 1654)